# Terenowy Komitet Oporu „Solidarność”
TKOS (Terenowy Komitet Oporu „Solidarność”) – struktura podziemnej Solidarności utworzona w 1982 roku, obejmująca swoim działaniem obszar południowo-zachodniej części ówczesnego województwa stołecznego. Główne ośrodki to Pruszków, Ursus, Podkowa Leśna, Grodzisk Mazowiecki, Milanówek i Piaseczno. Współpracował z Regionalną Komisją Wykonawczą NSZZ „Solidarność” Region Mazowsze. Wydawał i kolportował pisma:
- Sektor – ukazujący się od jesieni 1982 r. początkowo co 10 dni, później co tydzień,
- Baza – miesięcznik ukazujący się od lipca 1983 r.

TKOS wydawał także wewnętrzny biuletyn informacyjny AIT.
W ramach TKOS pod koniec 1983 roku została stworzona grupa Nil-3 Radia Solidarność organizująca emisje początkowo na swoim terenie, a później w całym regionie. Organizowano także różne akcje, takie jak liczenie głosów w wyborach, rozprowadzanie ulotek itd.
W drukarniach TKOS powielano także pisma innych wydawców, w tym Tygodnik Mazowsze.
Inicjatorem powstania TKOS i jego pierwszym Szefem był Wojciech Stawiszyński pseudonim Sergiusz, później używał pseudonimów Roman Górny, Andrzej Rudzki, Andrzej Bielski. Następnie zorganizował i kierował siatką konspiracyjną o kryptonimie Armenia. W TKOS działali między innymi:
- Wanda Klinert (obecnie Szulc) ps. Basia,
- Wojciech Skowron ps. Jakub (używał także pseudonimów Dominik, Cyryl),
- Leszek Tarasiuk ps. Andrzej,
- Kazimierz Mazur ps. Marcin.

Działalność TKOS wspierał ks. Leon Kantorski.